# I liga polska w piłce siatkowej kobiet (1977/1978)
I liga polska w piłce siatkowej kobiet 1977/1978 – 42. edycja rozgrywek o mistrzostwo polski w piłce siatkowej kobiet.

## Drużyny uczestniczące
| | I liga 1977/1978       |   |      |
| --- | ---------------------- | - | ---- |
| ŁÓD | Start Łódź             | 1 | PEMK |
| KRA | Wisła Kraków           | 2 | PEZP |
| SŁU | Czarni Słupsk          | 3 |      |
| MIL | Płomień Milowice       | 4 |      |
| WAR | AZS AWF Warszawa       | 5 |      |
| KAT | Kolejarz Katowice      | 6 |      |
| BIE | BKS Stal Bielsko-Biała | 7 |      |
| SUL | Zawisza Sulechów       | 8 |      |
| | Awans z II ligi        |   |      |
| GDA | Spójnia Gdańsk         |   |      |
| TAR | Siarka Tarnobrzeg      |   |      |
| Oznaczenia: - kolumna pierwsza – skróty nazw drużyn wpisane na mapie (jeśli ta została zamieszczona), - kolumna trzecia – miejsce zajęte przez daną drużynę w poprzednim sezonie. |                        |   |      |

## Rozgrywki

### Runda zasadnicza
Tabela
| Lp. | Drużyna                | Pkt | Mecze | Mecze | Mecze | Sety | Sety | Sety  |
| Lp. | Drużyna                | Pkt | M     | W     | P     | wyg. | prz. | ratio |
| --- | ---------------------- | --- | ----- | ----- | ----- | ---- | ---- | ----- |
| 1   | Czarni Słupsk          | 34  | 18    | 16    | 2     | 52   | 18   | 2.889 |
| 2   | Start Łódź             | 30  | 18    | 12    | 6     | 44   | 28   | 1.571 |
| 3   | Wisła Kraków           | 29  | 18    | 11    | 7     | 41   | 27   | 1.519 |
| 4   | Płomień Milowice       | 29  | 18    | 11    | 7     | 36   | 28   | 1.286 |
| 5   | BKS Stal Bielsko-Biała | 28  | 18    | 10    | 8     | 39   | 32   | 1.219 |
| 6   | AZS-AWF Warszawa       | 28  | 18    | 10    | 8     | 38   | 34   | 1.118 |
| 7   | Kolejarz Katowice      | 25  | 18    | 7     | 11    | 29   | 41   | 0.707 |
| 8   | Spójnia Gdańsk         | 23  | 18    | 5     | 13    | 29   | 43   | 0.674 |
| 9   | Siarka Tarnobrzeg      | 23  | 18    | 5     | 13    | 19   | 39   | 0.487 |
| 10  | Zawisza Sulechów       | 21  | 18    | 3     | 15    | 15   | 49   | 0.306 |

     grupa mistrzowska
     grupa spadkowa

## Klasyfikacja końcowa
| Miejsce | Drużyna                |
| ------- | ---------------------- |
| 1.      | Czarni Słupsk          |
| 2.      | Start Łódź             |
| 3.      | Płomień Milowice       |
| 4.      | Wisła Kraków           |
| 5.      | BKS Stal Bielsko-Biała |
| 6.      | Kolejarz Katowice      |
| 7.      | AZS AWF Warszawa       |
| 8.      | Spójnia Gdańsk         |
| 9.      | Zawisza Sulechów       |
| 10.     | Siarka Tarnobrzeg      |

     spadek do II ligi